# A Nest Unfeathered
A Nest Unfeathered é um filme dramático dos Estados Unidos de 1914 dirigido por Minnie Krakauer.

## Elenco
- Kate Bruce
- Harry Carey
- Claire McDowell